# مزرعه دره صلح آمیز (داکوتای شمالی)
مزرعه دره صلح آمیز (به انگلیسی: Peaceful Valley Ranch) یک مزرعه در ایالات متحده آمریکا است که در مدورا، داکوتای شمالی واقع شده‌است. این مزرعه در سال ۱۸۸۵ ساخته شده‌است، زمانی که بنیامین لام زمین را خریداری کرد و نخستین ساختمانهای خود را ساخت.